# 劉廣凱
劉廣凱（1914年7月13日—1991年5月8日），遼寧海城縣人，曾任中華民國海軍總司令，但由於1965年8月6日爆發的八六海戰慘敗，直接導致中華民國為反攻大陸進行的國光計畫徹底失敗而引咎辭職，只短暫任職七個月，屬於中華民國海軍青島系。歷任艦隊司令、海軍總司令、聯勤總司令。歷經抗日、國共內戰多次戰役，獲得過中華民國軍職的寶鼎、雲麾等勳章。

## 生平

### 臺灣時期
1954年，從國防大學聯戰班第二期結業。
劉廣凱資歷完整，中英文在海軍軍官中亦屬中規中矩，在政治上接近桂永清，故桂永清對劉廣凱頗為倚重；但重視程度次於馬紀壯，故發展速度一直在同學馬紀壯之後。
劉廣凱一向不喜福建人，當海軍總部把剛從海軍軍官學校畢業的葉昌桐分發至劉的侍從官時，曾遭一段時日的冷凍。但不久，劉感到葉昌桐確有本事，日後劉廣凱至大陳島擔任特種任務艦隊司令後，就帶著葉兼任作戰官；葉把握機會立功，所以劉廣凱一向對葉極為賞識。
劉廣凱的長處是能接受部屬意見，擔任總司令時當部屬曉得解放軍有飛彈後，將影響兩岸海軍作戰情勢，部屬乃找機會向劉建議，海軍應該加速飛彈化。劉聽後馬上接受，想盡辦法加速中華民國海軍的飛彈化。
劉廣凱的作風，甚至他的學長楊元忠都認為是非常「軍閥」。其部屬的看法則是，劉廣凱不願意與他不喜歡的人打交道，因此得罪不少人。如劉廣凱和黎玉璽頗為水火不容，當劉擔任黎玉璽總司令的副總司令時，黎想打擊俞柏生和宋長志兩人，則把前途看好的兩人調到國防部當助理次長，劉廣凱曉得以後，和黎攤牌，說：「你幹總司令不是幹電雷的總司令，是大家的總司令。如果今天你要他們兩人調到國防部當助理次長的話，我告訴你，我給老先生（按：蔣中正）打報告辭職，並把辭職的理由告訴老先生。」這樣就阻止了黎玉璽的意圖。
宋長志與劉廣凱接近的原因，因宋長志可說全是劉一手提拔的。因為宋不是從艦隊上來的，他擔任六年官校校長後，沒地方調，劉於是向彭孟緝溝通，希望提拔宋長志，由於兩人私交甚篤，乃接受劉的建議。宋長志在一軍區等劉廣凱擔任總司令後，就獲得提拔當參謀長。宋也就是在參謀長任內接觸了蔣經國，所以才有後來的發展。

## 外部參考
- 劉廣凱, , 中央研究院近代史研究所, 1994年, ISBN 978-957-671-199-2。
- 戴寶村：《臺灣全志》職官志武職表，南投：國史館臺灣文獻館，民國93年12月初版。
- 劉廣凱[永久] - 海軍軍官學校（PDF）
- 《海軍人物訪問紀錄 第二輯》[]- 收錄陳在和、徐學海、馬順義三位先生訪問稿，中央研究院近代史研究所，2002年，266頁，ISBN 957-671-897-X。 Google Books。PDF （页面存档备份，存于）

| 军职           | 军职                                                   | 军职          |
| -------------- | ------------------------------------------------------ | ------------- |
| 中華民國國防部 |                                                        |               |
| 前任： 黎玉璽  | 中華民國海軍總司令 第六任 1965年1月26日－1965年8月16日 | 繼任： 馮啟聰 |